# Verwaltungsgemeinschaft Kölleda
In der Verwaltungsgemeinschaft Kölleda aus dem thüringischen Landkreis Sömmerda haben sich die Stadt Rastenberg und drei Gemeinden zur Erledigung ihrer Verwaltungsgeschäfte zusammengeschlossen.
Der Sitz der Verwaltungsgemeinschaft befindet sich in Kölleda, das seit 2021 nicht mehr zur Verwaltungsgemeinschaft gehört.

## Die Gemeinden
1. Großneuhausen
2. Kleinneuhausen
3. Ostramondra
4. Rastenberg, Stadt

## Geschichte
Die Verwaltungsgemeinschaft wurde am 14. April 1994 gegründet. Am 1. Januar 1997 wurde die Gemeinde Schillingstedt aufgenommen, am 1. Januar 2007 die Stadt Rastenberg. Am 31. Dezember 2012 wurde die Gemeinde Großmonra, die ebenfalls der Verwaltungsgemeinschaft angehörte, nach Kölleda eingegliedert. Am 6. Juli 2018 wurde die Mitgliedsgemeinde Schillingstedt nach Sömmerda eingemeindet. Im Zuge des zweiten Gesetzes zur Gemeindeneugliederung wurde am 1. Januar 2019 die Gemeinde Beichlingen, die ebenfalls der Verwaltungsgemeinschaft angehörte, in die Stadt Kölleda eingemeindet. Zum 1. Januar 2021 verließ Kölleda die Verwaltungsgemeinschaft.
Im Juli 2017 ist die Vorsitzende der Verwaltungsgemeinschaft, Gabriele Gerhardt, in den Ruhestand gegangen. Am 10. November 2017 wurde Sebastian Goldhorn (geb. Lepka) zu ihrem Nachfolger gewählt.